# Ustawa hazardowa
Ustawa hazardowa – polski akt prawny odnoszący się do gier hazardowych. 1 kwietnia 2017 roku w życie weszła nowelizacja obowiązującego prawa. Przepis prawny odnosi się między innymi do zakładów bukmacherskich, pokera czy automatów. 
W myśl ustawodawstwa, obstawianie meczów w Polsce legalne jest tylko u podmiotów, które posiadają stosowną licencję z Ministerstwa Finansów. W przestrzeni internetowej, w Polsce, może istnieć tylko jedno kasyno, które jest kontrolowane przez państwo. Z nowelizacją ustawy hazardowej wiązała się między innymi kwestia stworzenia Rejestru Domen Zakazanych, gdzie znajdują się wszystkie nielegalne strony związane z hazardem. Ponadto w prowadzonym przez Ministerstwo Finansów Rejestrze domen służących do oferowania gier hazardowych niezgodnie z ustawą są wpisywane nazwy domen internetowych, wykorzystywanych do urządzania gier hazardowych bez koncesji, zezwolenia lub zgłoszenia wymaganego przez ustawę, dla usługobiorców w Polsce. Za blokowanie zagranicznych stron oferujących między innymi zakłady wzajemne odpowiedzialni są dostawcy Internetu oraz operatorzy płatności.